# Dryxo freidbergi
Dryxo freidbergi är en tvåvingeart som beskrevs av Wayne N. Mathis och Tadeusz Zatwarnicki 2002. Dryxo freidbergi ingår i släktet Dryxo och familjen vattenflugor.
Artens utbredningsområde är Kamerun. Inga underarter finns listade i Catalogue of Life.